# Nederlands kampioenschap shorttrack 2017
Het Nederlands kampioenschap shorttrack 2017 werd op 7 en 8 januari gehouden in Amsterdam. Suzanne Schulting won haar eerste titel bij de vrouwen, Dylan Hoogerwerf zijn eerste titel bij de mannen.

## Resultatenoverzicht
|                  | Goud              | Zilver           | Brons           |
| ---------------- | ----------------- | ---------------- | --------------- |
| Mannen senioren  | Dylan Hoogerwerf  | Daan Breeuwsma   | Sjinkie Knegt   |
| Vrouwen senioren | Suzanne Schulting | Yara van Kerkhof | Rianne de Vries |

## Mannen

### Afstandsmedailles
| Onderdeel | Goud             | Zilver           | Brons         |
| --------- | ---------------- | ---------------- | ------------- |
| 500m      | Daan Breeuwsma   | Dylan Hoogerwerf | Sjinkie Knegt |
| 1000m     | Dylan Hoogerwerf | Daan Breeuwsma   | Mark Prinsen  |
| 1500m     | Sjinkie Knegt    | Daan Breeuwsma   | Dennis Visser |
| 3000m     | Dylan Hoogerwerf | Itzhak de Laat   | Sjinkie Knegt |

### Puntenklassement
| #      | Schaatser        | 1500m | 500m | 1000m | 3000m | Finalepunten |
| ------ | ---------------- | ----- | ---- | ----- | ----- | ------------ |
| Goud   | Dylan Hoogerwerf | 5     | 21   | 34    | 34    | 94           |
| Zilver | Daan Breeuwsma   | 21    | 34   | 21    | 0     | 76           |
| Brons  | Sjinkie Knegt    | 34    | 13   | 8     | 13    | 68           |
| 4      | Itzhak de Laat   | 8     | 3    | 2     | 21    | 34           |
| 5      | Mark Prinsen     | 3     | 0    | 13    | 8     | 24           |
| 6      | Dennis Visser    | 13    | 5    | 3     | 0     | 21           |
| 7      | Adwin Snellink   | 0     | 8    | 1     | 5     | 14           |
| 8      | Leon Bloemhof    | 2     | 2    | 3     | 3     | 10           |
| 9      | Bram Steenaart   | 1     | 0    | 0     | –     | 1            |
| 10     | Jasper Brunsman  | 0     | 1    | 0     | –     | 1            |

## Vrouwen

### Afstandsmedailles
| Onderdeel | Goud              | Zilver           | Brons           |
| --------- | ----------------- | ---------------- | --------------- |
| 500m      | Suzanne Schulting | Yara van Kerkhof | Rianne de Vries |
| 1000m     | Suzanne Schulting | Yara van Kerkhof | Rianne de Vries |
| 1500m     | Suzanne Schulting | Yara van Kerkhof | Rianne de Vries |
| 3000m     | Suzanne Schulting | Yara van Kerkhof | Rianne de Vries |

### Puntenklassement
| #      | Schaatser         | 1500m | 500m | 1000m | 3000m | Finalepunten |
| ------ | ----------------- | ----- | ---- | ----- | ----- | ------------ |
| Goud   | Suzanne Schulting | 34    | 34   | 34    | 34    | 136          |
| Zilver | Yara van Kerkhof  | 21    | 21   | 21    | 21    | 84           |
| Brons  | Rianne de Vries   | 13    | 13   | 13    | 13    | 52           |
| 4      | Avalon Aardoom    | 8     | 8    | 5     | 3     | 24           |
| 5      | Tineke den Dulk   | 5     | 5    | 8     | 1     | 19           |
| 6      | Gioya Lancee      | 2     | 3    | 3     | 8     | 16           |
| 7      | Emma van Zuijlen  | 1     | 2    | 0     | 5     | 8            |
| 8      | Nina Hogeveen     | 0     | 0    | 2     | 2     | 4            |